# 千住本氷川神社
千住本氷川神社（せんじゅもとひかわじんじゃ）は、東京都足立区千住3丁目にある神社。旧称「牛田氷川神社」

## 歴史
- 徳治2年（1307年）創建。『新編武蔵風土記稿』には「当社は元牛田にあり。何れの頃にや水災を避けんが為ここに移せりと。今もかの地に社跡遺れり」とあり[2]、元々は牛田（千住曙町）の地にあったが[3]、水害を避けるために現在の地に移転した[4]ことが分かる。『神社名鑑』によると、徳治2年（1307年）に千葉氏によって、牛田（千住曙町）に千葉山西行院とともに創建、江戸初期に現在地に分社を建立した[4]。明治43年（1910年）、荒川放水路建設の際に牛田氷川神社を合祀[4]。

## 祭神
- 素盞嗚尊〔すさのおのみこと〕[5]

## 境内

### 境内社

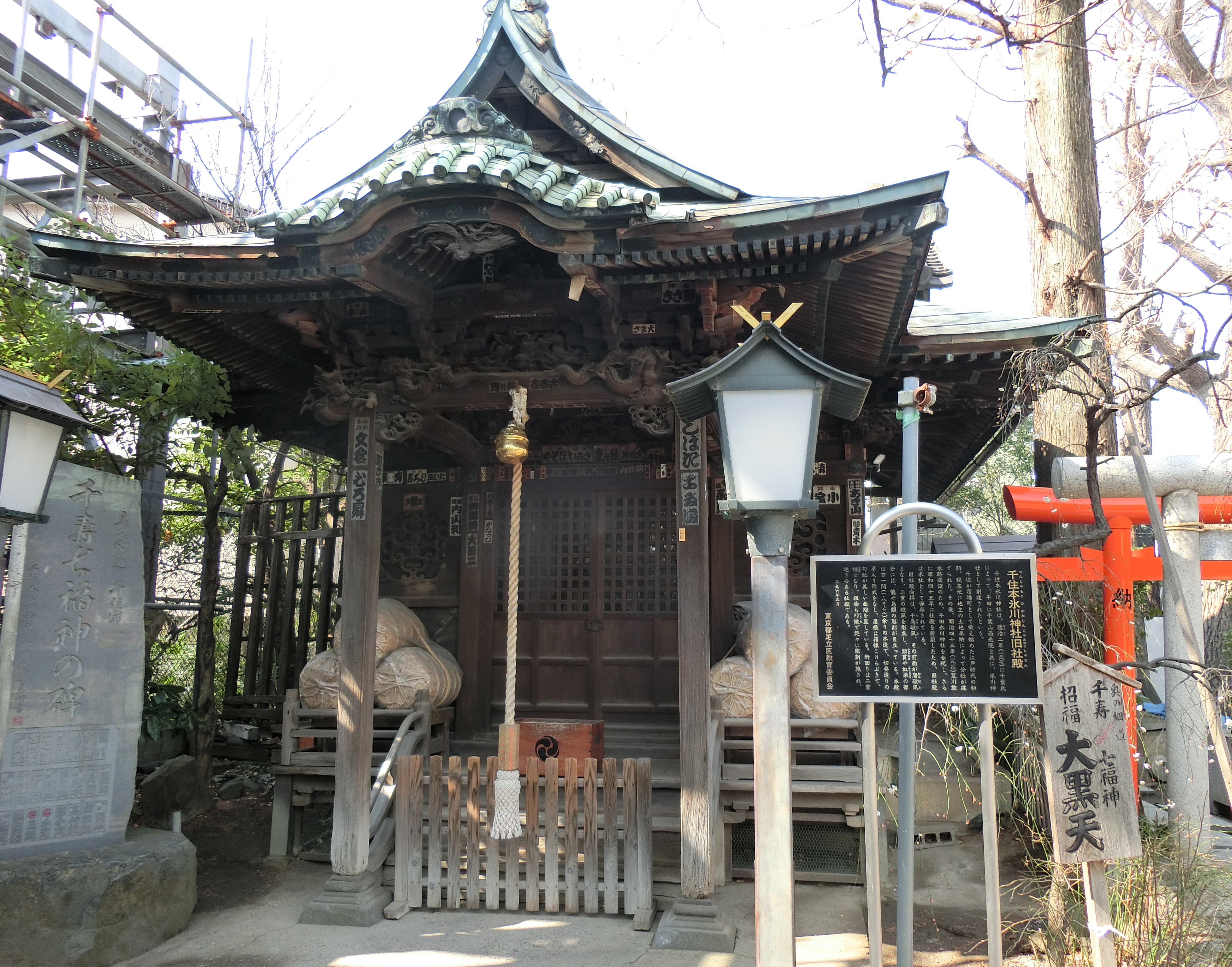
氷川神社境内社

- 旧社殿は、1984年（昭和59年）11月14日に足立区の有形文化財（建造物）に登録された。向拝は千鳥破風〔ちどりはふ〕、唐破風〔からはふ〕の二重破風で形成されており、頭貫〔かしらぬき〕や虹梁〔こうりょう〕の部分には、龍や鳥類の彫刻が施されている[5]。

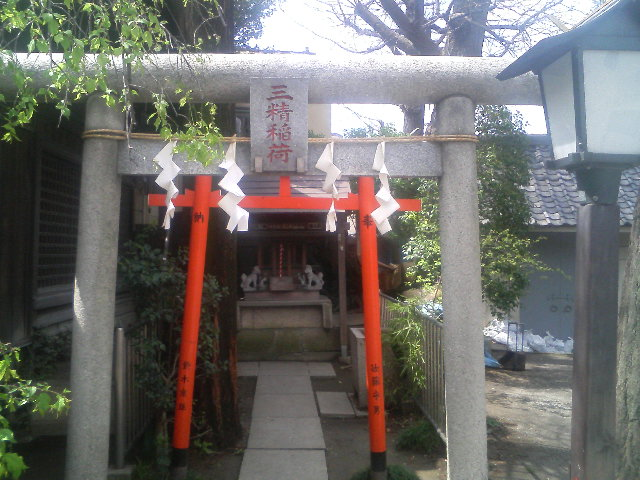
氷川神社境内社

- 三精稲荷神社
  - 末社

### その他
- 手水舎は、昭和天皇在位60年記念事業で屋根の吹き替え修理を行い、その際発見された棟札により、1860（万延元）年9月5日に再建されたことがわかった。この他に、神楽殿、神輿庫、参集室がある[5]。

## 行事

### 例祭式
例祭式とは、神社で毎年行われるお祭りで最も重要とされている。例祭は年一回、その多くは神社に特別の由緒ある日に行われる。人物神を祀る神社ではその人物（素盞嗚尊）の誕生日や命日に例祭を行うことが多い。
千住本氷川神社では、毎年9月頃、例祭式が行われる。約40〜50分ほどで、お祓いや玉串などがおこなわれる。
当神社は、素盞嗚尊（すさのおのみこと）を祭っていて、無事をお祈りし、お祓いをする。交通安全や受験合格祈願をする。夜にはお神輿（みこし）をかついでお祭りが行われる。例祭は、「大祭（たいさい）」に分類されることから例大祭（れいたいさい）としている。正式には大祭式例祭（たいさいしきれいさい）と呼んでいる。お神輿は近所の町内会のものとともに倉庫内に5〜6台ほどをばらばらにして保存している。
足立区には60近くの神社があるのに対して、郡司がいる神社といない神社があるため、郡司は13人ほどで各神社を掛け持ちしている。

### 千寿七福神
千寿七福神巡りは、千住で居酒屋を営む氷見富次さんらが中心となり、1993年に7つのご神体を揃えて開始された。
千寿七福神のうち、千住本氷川神社は大黒天を奉祀している。

### ラジオ体操
境内では毎朝6時半からラジオ体操が行われている。
昭和27年に、当時の千寿第一小学校（現千寿本町小学校）の夏季休暇中のラジオ体操の場として境内を貸したのが始まり。昭和30年頃からは年中無休の行事となり、現在も続いている。境内には、年中無休のラジオ体操が開始されてから三十周年を記念した石碑が建てられている。

## アクセス
- JR常磐線北千住駅　徒歩5分
- 東京メトロ日比谷線北千住駅　徒歩5分
- 東京メトロ千代田線北千住駅　徒歩5分
- 東武伊勢崎線北千住駅　徒歩5分
- つくばエクスプレス線北千住駅　徒歩5分

## 外部サイト
- 千住本氷川神社 公式サイト
- 神社本庁 神社案内サイト[リンク切れ]
- 神社本庁